# Girocronología
Se denomina girocronología a un método nuevo para determinar de forma precisa las edades de las estrellas basado en su velocidad de rotación. Desarrollado en 2007 por Sydney Barnes, astrónomo del Observatorio Lowell, este método considera la rotación de una estrella como un reloj astronómico, indicando con bastante precisión el tiempo transcurrido desde el nacimiento de la estrella. La técnica permite ahondar en la idea de Skumanich, quien ya en 1972 observó que otra medición del giro estelar cambia de forma constante con la edad de los cúmulos estelares.
Considerando que el periodo de rotación de una estrella mantiene un cambio constante y está en función de su edad y color, la girocronología permite determinar la edad de una estrella cuando se conocen su periodo de rotación y su tipo espectral (color). Este último valor es un indicador de la masa y la temperatura de su superficie. Los márgenes de error típicos en las edades girocronológicas son del orden del 15%, mientras que los métodos anteriores de datación (método isócrono y cromosférico) presentan márgenes de error que se sitúan entre el 50% y el 100%.
La girocronología puede ser calibrada utilizando la edad conocida del Sol (4600 millones de años). Otra característica distintiva de esta técnica es que funciona bien con la gran mayoría de estrellas, incluidas las estrellas de campo, es decir, aquellas que no se encuentran en cúmulos estelares. No obstante, la girocronología no funciona bien para aquellas estrellas más jóvenes que no han empezado a fusionar combustible a un ritmo sostenido, característica de las estrellas pre-secuencia principal, ni para aquellas que en su evolución ya han abandonado la secuencia principal.